# Pleurotomella coelorhaphe
Pleurotomella coelorhaphe é uma espécie de gastrópode do gênero Pleurotomella, pertencente a família Raphitomidae.